# 案達羅國
案達羅國，古印度國家，位於今天印度東南方安得拉邦。為案達羅王朝、百乘王朝的發源地。

## 地理位置
大體上對應於印度現在的安德拉邦。

## 歷史

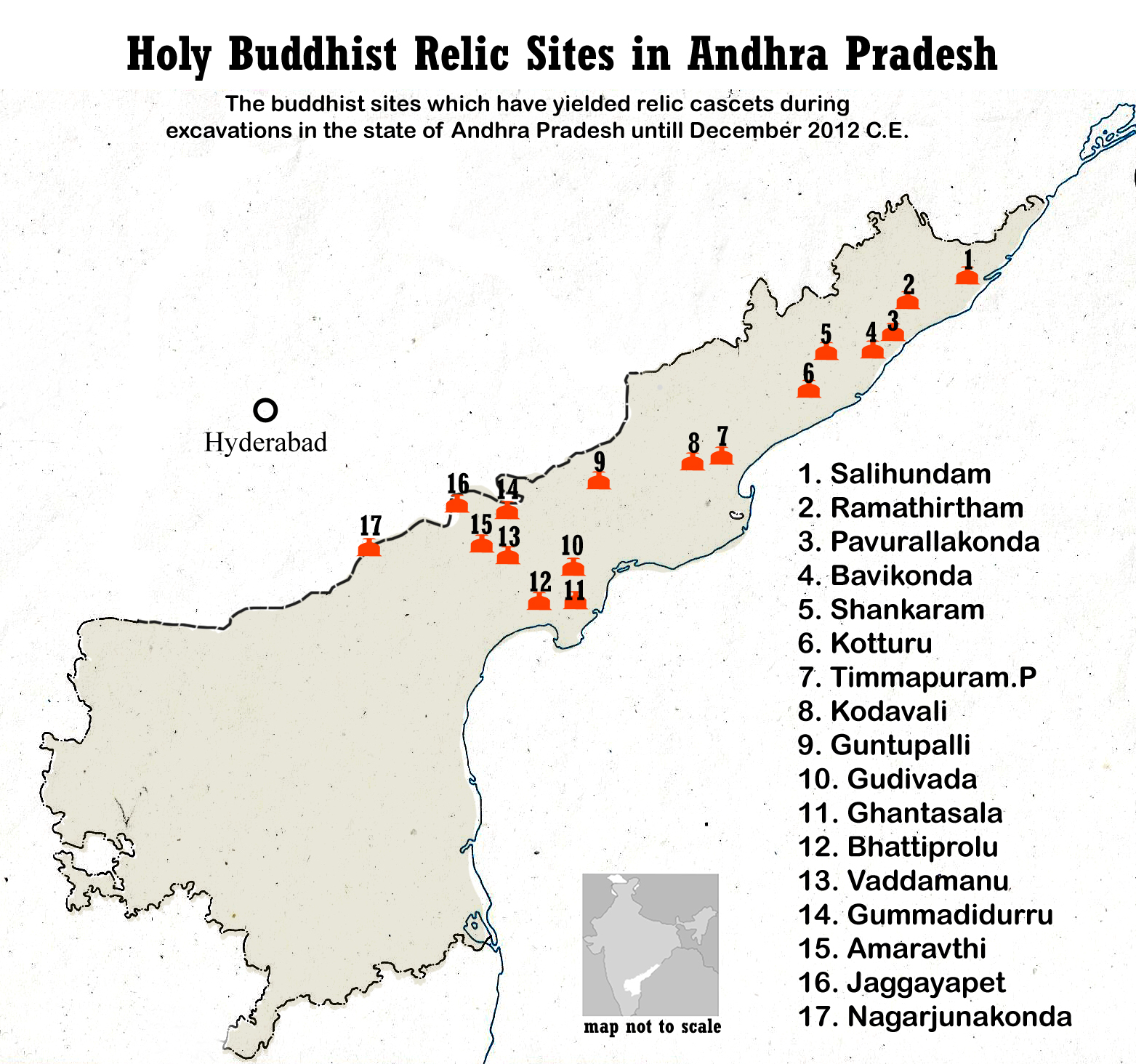
安達羅國的佛教遺跡

玄奘《大唐西域記》記載了安達羅國：
|  | 案達羅國。周三千餘里。國大都城周二十餘里。號瓶耆羅。土地良沃稼穡豐盛。氣序溫暑風俗猛暴。語言辭調異中印度。至於文字軌則大同。伽藍二十餘所。僧徒三千餘人。天祠三十餘所。異道寔多。瓶耆羅城側不遠有大伽藍。伽藍前有石窣堵波。高數百尺。並阿折羅(唐言所行)阿羅漢之所建也。……所行羅漢伽藍西南不遠有窣堵波。無憂王之所建也。……所行羅漢伽藍西南行二十餘里至孤山。山嶺有石窣堵波。陳那(唐言授)菩薩於此作因明論。…… 至馱那羯磔迦國(亦謂大安達邏國。南印度境)。馱那羯磔迦國。周六千餘里。國大都城周四十餘里。土地膏腴稼穡殷盛。荒野多邑居少。氣序溫暑人貌釐黑。性猛烈好學藝。伽藍鱗次荒蕪已甚。存者二十餘所。僧徒千餘人。並多習學大眾部法。天祠百餘所。異道寔多。城東據山有弗婆勢羅(唐言東山)僧伽藍。城西據山有阿伐羅勢羅(唐言西山)僧伽藍。此國先王為佛建焉。奠川通徑疏崖峙閣。長廊步簷枕巖接岫。靈神警衛聖賢遊息。……城南不遠有大山巖。婆毘吠伽(唐言清辯)論師。住阿素洛宮。待見慈氏菩薩成佛之處。 |

阿育王時代，此國藩屬於孔雀帝國。阿育王死後，案達羅國獨立。此國中的佛教很早就十分昌盛，它不在阿育王派出使團傳播佛教的九個邊國行列中，這裡是佛教大眾部中制多部及其支派的根據地。瑜伽行唯識派論師陳那，出身於此。

## 延伸阅读
[在维基数据编辑]
 《欽定古今圖書集成·方輿彙編·邊裔典·案達羅部》，出自陈梦雷《古今圖書集成》